# Lindolfo Collor (Rio Grande do Sul)
Lindolfo Collor é um município brasileiro do estado do Rio Grande do Sul. Localiza-se a uma latitude 29º35'49" sul e a uma longitude 51º12'34" oeste, estando a uma altitude de 40 metros. Sua população estimada em 2004 era de 5 075 habitantes. Possui uma área de 31,896 km².

## História
Colonizado por imigrantes alemães, o município de Lindolfo Collor foi criado em 1992. Antes de emancipar-se, a localidade era chamada de Picada Capivara, devido ao grande número de capivaras avistadas na região pelos primeiros moradores. Ao emancipar-se, a comunidade de Picada Capivara adotou novo topônimo para homenagear o ministro do Trabalho de Getúlio Vargas, Lindolfo Collor.

### Demografia
A população do município em 2007 era estimada pelo IBGE em 5.279 habitantes, sendo o 254° município mais populoso do estado, apresentando uma densidade populacional de 162,3 habitantes por km².

## Infraestrutura

### Saúde
Um levantamento do Instituto de Pesquisa Econômica Aplicada (Ipea), divulgado em junho de 2008, coloca a saúde pública de Lindolfo Collor na segunda posição de todo o Brasil. No estudo realizado pelo Ipea, três índices registrados entre 1991 e 2000 foram considerados: mortalidade até um ano, óbitos até cinco anos e probabilidade de vida até os 60 anos.

### Transportes
O município é cortado pela RS-874.